# Gedding
Gedding – wieś w Anglii, w hrabstwie Suffolk, w dystrykcie Mid Suffolk. Leży 25 km na północny zachód od miasta Ipswich i 102 km na północny wschód od Londynu. Miejscowość liczy 130 mieszkańców.